# Jean-Sébastien Rouillard
Jean-Sébastien Rouillard (Paris, 19 janvier 1787 - Paris, 10 octobre 1852) est un peintre français. 

## Biographie
Né Sébastien Jean Rouillard à Paris le 19 janvier 1787, il est baptisé le lendemain en la paroisse Saint-Roch. 
Rouillard est issu d'une lignée d'éperonniers établie rue Saint-André-des-Arts. Élève de Jacques Louis David, exposant au Salon à partir de 1817, il se spécialise dans le portrait, exécute de nombreuses commandes officielles et travaille notamment pour les galeries du musée de l'Histoire de France au château de Versailles. Il est décoré de la Légion d'honneur. De son mariage avec Françoise-Julie-Aldrovandine Lenoir, peintre de miniatures, décédée en 1832 lors de l'épidémie de choléra à Paris, naquirent deux enfants dont une fille, Stéphanie (1822-1908), peintre amateur de talent, qui épousa en 1842 l'agronome Victor Rendu.
Rouillard meurt à Paris le 10 octobre 1852 à l'âge de 65 ans.
La tombe de la famille Rouillard est au cimetière du Montparnasse, à Paris (1re division, 1re section).

## Œuvres
- Portrait de la Femme du Général Pauchez (1819).
- Jacques-Gérard Milbert (1766-1840) , peintre naturaliste.
- Portrait de Charles François Dumouriez, général en chef de l'armée du Nord (1834).
- Portrait du général Dominique René Vandamme, comte d'Unsebourg (1835), (château de Versailles, déposé au ministère de la Défense).
- Portrait d'Emmanuel de Grouchy, maréchal de France (circa 1835).
- Portrait d'Étienne Jacques Joseph Macdonald, duc de Tarente (1837).
- Portrait de Madame Auguste Jacobé de Naurois (1838).
- Portrait de Napoléon sur le champ de bataille.
- Napoléon Bonaparte, général en chef de l'armée d'Italie, en 1796 (château de Versailles, salle du Sacre).
- Portrait de Camille Desmoulins.
- Portrait du peintre Victor Henry Juglar (1847).